# El último adiós (The Last Goodbye)
«El último adiós» (presentada también en inglés como «The Last Goodbye») es una canción escrita por Gian Marco y Emilio Estefan Jr. (letra de la versión inglesa escrita por Jodi Marr) en homenaje a las víctimas del atentado del 9/11. En la misma se unieron más de 60 artistas para unir sus voces en señal de alianza.
La canción tuvo como sede de grabación diferentes estudios en la Ciudad de México, Madrid, Los Ángeles y Miami. La canción también fue interpretada en la Casa Blanca, pero no participaron todos los intérpretes originales.

## Participantes

### Composición
- Gian Marco
- Emilio Estefan Jr.

### Cantantes en orden de aparición
| - Arturo Sandoval (Trompeta) - Ricky Martin - Alejandro Sanz - Thalía - Gloria Estefan - Juan Luis Guerra - Celia Cruz - Olga Tañón - Ricardo Montaner - Ana Gabriel - Jorge Hernández/ Los Tigres del Norte - Alicia Villarreal/Grupo Límite - Alejandro Fernández - Carlos Vives - Jaci Velasquez - José Luis Rodríguez "El Puma" - Marco Antonio Solís - José José - Lucía Méndez - Jennifer Lopez - Emmanuel | - Chayanne - Elvis Crespo - Gilberto Santa Rosa - Paulina Rubio - Beto Cuevas/La Ley - Ana Bárbara - Carlos Ponce - Jon Secada - Shakira - Gian Marco - Luis Fonsi - Yuri - Miguel Bosé - Wilkins - Ángel Ramiro Matos/Limi-T 21 - Melina León - Gisselle - Christina Aguilera - José Feliciano |

### Coros
| - A.B. Quintanilla - Alberto "Beto" Zapata/Grupo Pesado - Álvaro Torres - Andy Garcia - Arturo Rodríguez/Guardianes del Amor - Bobby Pulido - Charlie Zaa - Edith Márquez - Ednita Nazario - Eduardo Gameros/Caballo Dorado - Eduardo Verástegui - Emilio Regueira/Los Rabanes - Franco de Vita - Gerardo Gameros/Caballo Dorado - Grupo Control - Ivete Sangalo - Jaime Camil - Jesús Navarro/Arkángel R-15 - Maite Perroni - José Ron - Kumbia Kings - Ley Alejandro - Los Huracanes del Norte - Los Temerarios - Luis Conte - Luis Enrique - Lupillo Rivera - MDO - Marc Anthony - Marcos Llunas - Nestor Torres - Nicolás Tovar - OV7 - Paco Vásquez/Los Tigrillos - Patricia Manterola/ Garibaldi - Pedro Fernández - Pilar Montenegro - Rey Ruiz - Ricardo y Alberto - Ricky Muñoz/Intocable - Shalim Ortíz - Soraya - Tito Puente - Tommy Torres - Víctor Manuelle |

## Canciones del disco
- Sencillo

1. «El Último Adiós» (Varios Artistas Versión) 3:58

- EP

1. «El Último Adiós» (Varios Artistas Versión) 3:58
2. «The Last Goodbye» (Jon Secada Versión) 3:58
3. «El Último Adiós» (Arturo Sandoval Versión instrumental) 3:58
4. «El Último Adiós» (Gian Marco Versión) 3:58

## Versión en vivo
Hasta el día de hoy, la única vez que se escuchó esta canción fue en un concierto de Gian Marco, en el que interpreta una versión acústica del mismo. Él lo presentó diciendo:

"Esta canción ... nació con una guitarra. Y con esa guitarra, te tocaré .